# 黑川藩
甲府新田藩（日语：／ Kōfu-shindenhan */?）是日本甲斐國山梨郡和八代郡的藩，寶永6年6月3日（1709年7月9日）創藩，享保9年閏4月28日（1724年6月19日）轉移至越後國蒲原郡黑川而改稱黑川藩（日语：／ Kurokawa-han */?），明治4年7月14日（1871年8月29日）廢藩，石高是10,000石，黑川藩時期的藩廳是黑川陣屋，藩校是弘道館，人口在文政2年（1819年）時9,574人，《藩制一覽》則記載為2,022戶9,757人。
武家屋敷方面，甲府新田藩時期江戶藩邸上屋敷和下屋敷在寶永7年（1710年）時分別位於神田橋之內和小日向，正德3年（1713年）時分別位於常盤橋之內和牛込，享保3年（1718年）時分別位於牛込和濱町。黑川藩時期上屋敷先後設於牛込橫寺町和外櫻田，下屋敷則先後設於濱町和本所割下水。

## 歷史
寶永6年6月3日（1709年7月9日），甲斐甲府藩藩主柳澤吉保致仕，並且隱居於六義園，由其長子柳澤吉里繼位。吉里在繼位時將甲斐國山梨郡和八代郡內的10,000石新田分知予其四弟柳澤經隆，領地涵蓋山梨郡栗原筋8村約4,477石、萬力筋3村約1,028石和八代郡大石和筋9村約4,494石。
享保9年3月11日（1724年4月4日），隨著吉里轉封至大和郡山藩後，經隆也在同年閏4月28日（6月19日）轉封至越後國蒲原郡黑川，領地是館村代官所原本領有的42村。翌年10月22日（1725年11月26日），郡山藩藩士柳澤保教五子作柳澤里濟作為經隆的養子而繼位。享保20年12月29日（1736年2月10日），里濟之兄柳澤里光長子柳澤里旭作為里濟養子而繼位。元文元年8月3日（1736年9月7日），里旭之弟柳澤保卓作為里旭養子而繼位。
明和6年9月6日（1769年10月5日），藩領藏光村和宮內村被江戶幕府收回，同年12月獲賜赤川村和古館村作為替地。安永3年5月18日（1774年6月26日），保卓長子柳澤信有繼位。寬政9年5月16日（1797年6月10日），信有次子柳澤光被繼位。天保7年11月26日（1837年1月2日），大和郡山藩藩主柳澤保泰十子柳澤光昭作為光被養子而繼位。文久2年11月13日（1863年1月2日），武田信之六子成為光昭的養子。翌年，光昭首次與在江戶的藩士以及他們的家屬一同前往黑川。
慶應4年3月13日（1868年4月5日），光昭隱居，由其養子柳澤光邦繼位。同年5月29日（7月18日），黑川藩在陸奧會津藩的要求下派遣家臣至奧羽越列藩同盟。同年7月29日（9月15日），當新政府軍在北越戰爭中攻佔長岡城後，原本保持中立的黑川藩宣佈投降。明治3年7月8日（1870年8月4日），藩領9,787石改由越後村上藩、三日市藩和新發田藩領有，作為替地分別從新潟縣和三日市藩獲得9,300石和507石。明治4年7月14日（1871年8月29日），廢藩置縣。

## 財政
黑川藩的財政在創藩以來已經非常嚴峻，10,000石的領地中新田佔約1,300石，而且有約3,000石是無法耕種的土地，因此實際石高少於10,000石。藩領山地也多，缺乏土地開墾農田，新田直至幕末也僅增加約1,800石，年貢徵收額一般也只有12,000至13,000俵左右，加上為定府，在江戶的開銷也不少。
對此，黑川藩在寶曆年間（1751年至1764年）下令預繳年貢，明和年間（1764年至1772年）之後也經常徵收御用金。盡管如此，黑川藩依然債務纍纍，文政12年（1829年）時不得不向郡山藩宗家借貸1,700兩來償還部分債務。天保5年（1834年）6月，黑川藩的債務累積至10,623兩，在與金主交涉後，通過降低利息、無利息和分期等方法來償還，然而在天保14年（1843年）時債務仍達5,000兩左右。

## 歷任藩主
| 家名   | 家格            | 名稱     | 石高     | 領地                               |
| ------ | --------------- | -------- | -------- | ---------------------------------- |
| 柳澤家 | 譜代↓ 譜代 陣屋 | 柳澤經隆 | 10,000石 | 甲斐國山梨郡和八代郡↓ 越後國蒲原郡 |
| 柳澤家 | 譜代 陣屋       | 柳澤里濟 | 10,000石 | 越後國蒲原郡                       |
| 柳澤家 | 譜代 陣屋       | 柳澤里旭 | 10,000石 | 越後國蒲原郡                       |
| 柳澤家 | 譜代 陣屋       | 柳澤保卓 | 10,000石 | 越後國蒲原郡                       |
| 柳澤家 | 譜代 陣屋       | 柳澤信有 | 10,000石 | 越後國蒲原郡                       |
| 柳澤家 | 譜代 陣屋       | 柳澤光被 | 10,000石 | 越後國蒲原郡                       |
| 柳澤家 | 譜代 陣屋       | 柳澤光昭 | 10,000石 | 越後國蒲原郡                       |
| 柳澤家 | 譜代 陣屋       | 柳澤光邦 | 10,000石 | 越後國蒲原郡                       |

## 領地
| 令制國 | 郡     | 領地 |
| ------ | ------ | --- |
| 越後國 | 蒲原郡 | 小戶村、上板山村、下板山村、上羽津村、虎丸村、田貝村、田貝村新田、上三光村、下三光村、石喜新村、西姬田村、大友村、高關村、敦賀村、上楠川村、宮古木村、下羽津村、箱岩村、浦村、關澤村、飯角村、小國谷村、古楯村、赤川村、黑川町、赤谷村、江端村、近江新村、鹽澤村、持倉村、荒澤村、半山村、荒澤村、熊出村、寺內村、小出村、下寺內村、下館新村新田、下石川村、瀧村、上石川村、中川新村新田、北中江新村新田 |

## 註解
1. ↑  黑川現為新潟縣胎內市黑川（日语：黒川村 (新潟県北蒲原郡)）[1]。
2. ↑  小日向現為東京都文京區關口1丁目和小日向2丁目一帶[4]。
3. ↑  現行對應地名如下：
  - 牛込橫寺町上屋敷現為東京都新宿區矢來町89[5]。
  - 外櫻田現為東京都千代田區日比谷、霞關和日比谷公園一帶[4]。
  - 本所割下水下屋敷現為東京都墨田區錦絲2丁目[6]。
4. ↑  現行對應地名如下[8]：
  - 栗原筋現為山梨縣山梨市笛吹川以東和甲州市日川（日语：日川）以北一帶。
  - 萬力筋現為山梨縣甲府市里垣地區（日语：里垣村）、甲運地區（日语：甲運村）、笛吹市石和町（日语：石和町）山崎、松本（日语：岡部村）、春日居町（日语：春日居町）地區、山梨市笛吹川以西的牧丘町（日语：牧丘町）地區、三富（日语：三富村）下荻原、上釜口、下釜口以及德和一帶。
  - 大石和筋現為甲州市日川以南至笛吹市一帶。
5. ↑  現行對應地名如下[1]：
  - 藏光村和宮內村現為新潟縣新發田市藏光和東宮內（日语：蔵光村）。
  - 赤川村現為胎內市赤川（日语：本条村）和清水。
  - 古館村現為胎內市古館（日语：横田村 (新潟県北蒲原郡)）。

## 外部連結
- . kotobank （日语）.